# Maria Augusta Bordalo Pinheiro
Maria Augusta de Prostes Bordalo Pinheiro (Lisboa, 14 de novembro de 1840 - Lisboa, 22 de outubro de 1915) foi uma pintora, decoradora e rendeira portuguesa. Reconhecida por ter impulsionado e renovado a indústria das rendas de bilros de Portugal e ter sido pioneira do design industrial português, era também a irmã dos pintores Columbano Bordalo Pinheiro e Rafael Bordalo Pinheiro.

## Biografia

### Nascimento e Família
Nascida no número 4 da Rua Nova do Carmo, situado na antiga freguesia de Sacramento, em Lisboa, no dia 14 de novembro de 1840, Maria Augusta de Prostes Bordalo Pinheiro era filha do pintor português Manuel Maria Bordalo Pinheiro e de Augusta Maria do Ó Carvalho Prostes, sendo a filha mais velha dos nove filhos do casal e, por conseguinte, irmã dos pintores Rafael Bordalo Pinheiro e Columbano Bordalo Pinheiro, com o qual manteve uma relação muito próxima até à sua morte, tendo sido sua discípula e modelo em várias das suas obras, tais como no quadro "A Luva Cinzenta".

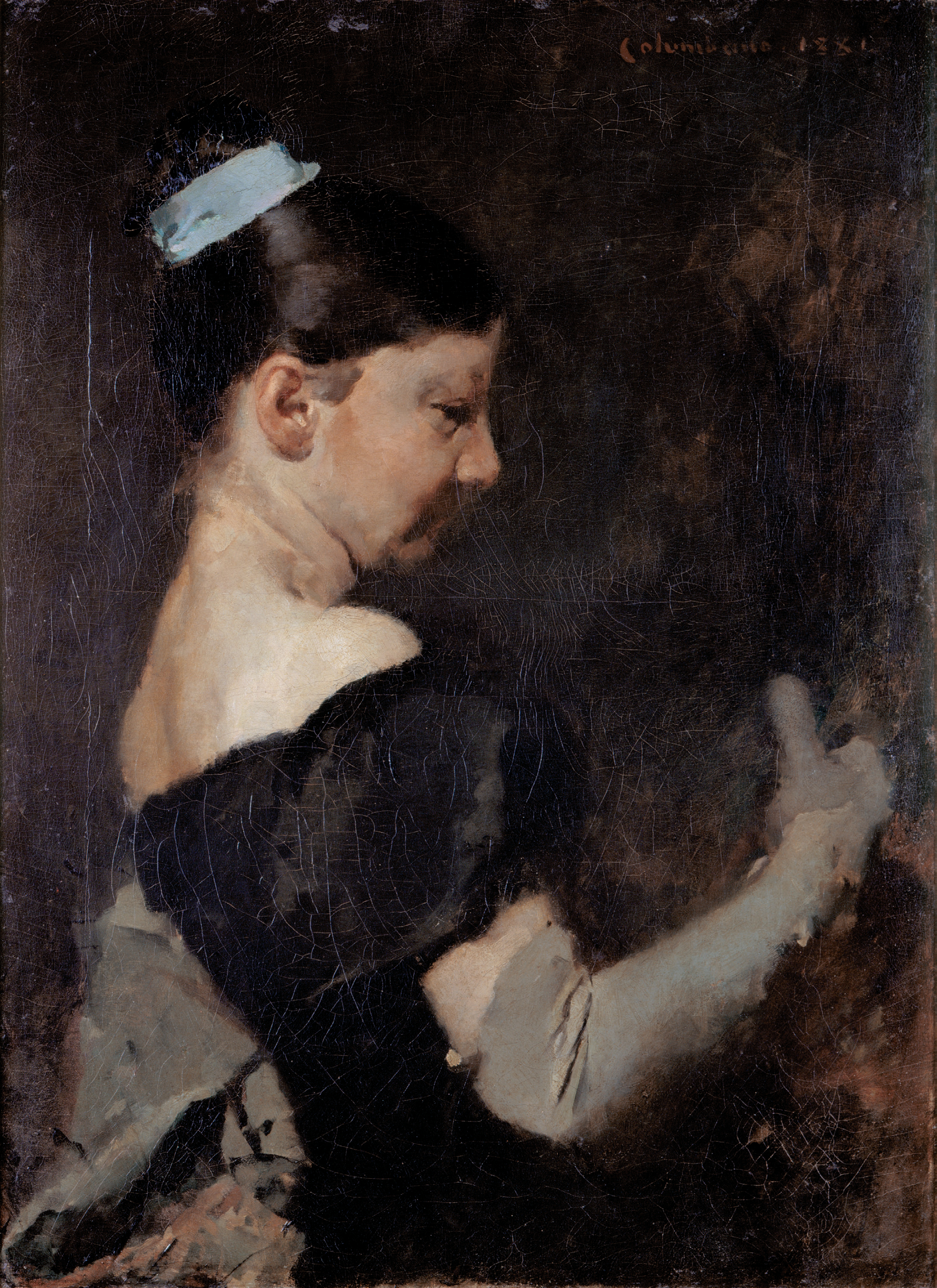
Maria Augusta retratada pelo irmão Columbano no seu quadro "A Luva Cinzenta" (1881)

Durante a sua adolescência foi noiva do político português António Enes, contudo nunca casou, tendo o noivado sido rompido poucos dias depois de anunciado.

### Carreira Artística
Seguindo a veia artística da família, revelou ainda durante a sua infância uma forte inclinação para as Belas Artes, Artes Aplicadas e as Artes Decorativas, tornando-se anos mais tarde numa pintora e decoradora reconhecida por mérito próprio. Expondo pela primeira vez nas exposições da Sociedade Promotora de Belas-Artes, atual Sociedade Nacional de Belas Artes, nos anos seguintes agraciou vários salões e galerias de arte com várias pinturas de estilo naturalista, dando especial ênfase às composições com motivos florais, tais como numa das suas mais conhecidas obras, "Os Malvaíscos", que foi particularmente aplaudida pelos críticos graças à sua delicadeza.
Na decoração destacou-se pelos desenhos que criou e pintou para algumas das peças de faiança criadas pelo seu outro irmão, o artista e fundador da Fábrica de Faianças das Caldas da Rainha, Rafael Bordalo Pinheiro, tais como cafeteiras, açucareiros, chávenas e bandejas, entre muitas outras peças, assim como, em 1887, juntamente com os seus irmãos, pela decoração do Palácio do Beau-Séjour, em Lisboa, persistindo até aos dias de hoje várias pinturas criadas pela artista, com motivos florais e naturalistas, nos painéis decorativos que cobrem os tectos do palácio oitocentista.

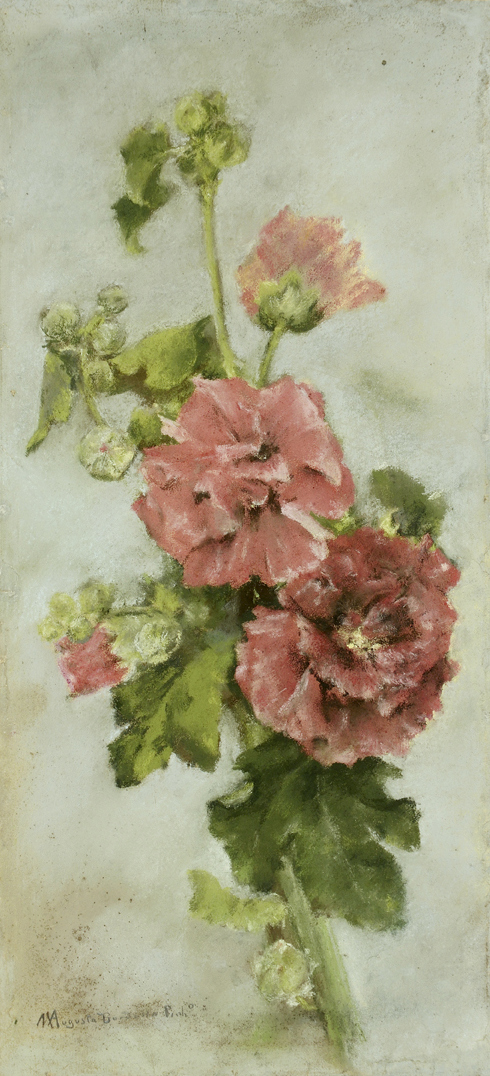
Flores, de Maria Augusta Bordalo Pinheiro. Da coleção do Museu Nacional de Belas Artes RJ (MNBA)

Ainda na decoração, os seus bordados e rendas de bilros captaram a atenção do público, devido à sua mestria e qualidade artística, chegando a criar um novo ponto para as rendas que ficou conhecido como o ponto português.

#### Grupo do Leão
Tal como os seus irmãos, no início da década de 80 do século XIX, Maria Augusta Bordalo Pinheiro expôs algumas das suas obras nas exposições de quadros modernos promovidas pelo Grupo do Leão, tornando-se numa das poucas mulheres que integraram as tertúlias organizadas pelo grupo de artistas portugueses, juntamente com Josefa Garcia Greno, Berta Ramalho Ortigão e Helena Gomes, passando a ser conhecidas como as “Senhoras Leoas”.
Em 1885, quando a Cervejaria Leão d'Ouro, ponto de encontro dos membros do Grupo Leão, encerrou para que se realizassem obras no estabelecimento, Maria Augusta de Prostes Bordalo Pinheiro contribuiu para a nova decoração do espaço com um reposteiro, uma espécie de cortina que nas portas serve de adorno ou de resguardo, criado e bordado por si própria.

#### Exposições
Ainda na década 1880, participou em várias exposições, como a Exposição Industrial Portuguesa (1888), Exposição Universal de Paris (1889), onde foi premiada com uma medalha de ouro pelas suas rendas, Exposição Internacional de Antuérpia (1894), recebendo mais uma medalha de ouro, Exposição Universal em St. Louis (1904), onde obteve o Grand Prix, Exposição Nacional Comemorativa do 1º Centenário da Abertura dos Portos do Brasil (1908) e várias outras do Grémio Artístico, tendo também sido distinguida com prémios em 1896 e 1898, entre muitas outras premiações.

#### A Renda de Bilros
Com uma longa tradição em Portugal e confeccionada sobretudo pelas mulheres, a renda de bilros e a sua venda servia de complemento ao rendimento de muitas famílias, visto que, durante o século XIX, o seu sustento era quase todo gerado pelos membros da família do sexo masculino, maioritariamente ligados às actividades piscatórias, comerciais e fabris. Entre 1851 e 1873, a qualidade da renda produzida em Portugal fez com que esta fosse premiada internacionalmente em várias exposições internacionais, nomeadamente em Londres (1851 e 1861), Paris (1855, 1867 e 1878) e Viena (1873), ganhando renome internacionalmente. Apesar da sua fama, após este período, com os avanços e as modas que surgiram noutros países, o facto de se utilizar um fio mais grosso e de se continuar a utilizar desenhos antiquados provocou o declínio desta actividade e consequentemente o rendimento das famílias portuguesas.

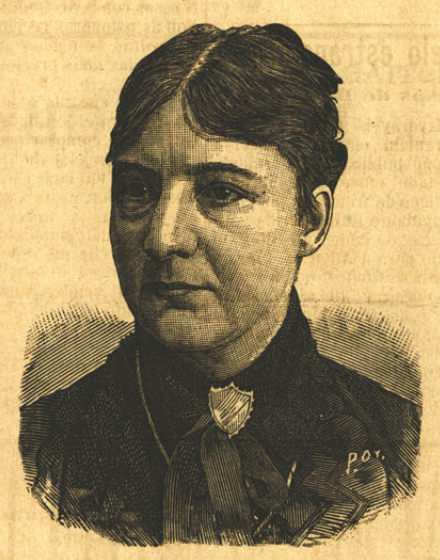
Maria Augusta Bordalo Pinheiro em gravura publicada em Diário Ilustrado (1886)

Para contornar esta situação foi fundada em 1887, na cidade de Peniche, a Escola de Desenho Industrial Rainha Dona Maria Pia, mais tarde renomeada Escola Industrial de Rendeiras Josefa de Óbidos, que tinha como objetivo revitalizar as rendas de bilros e inverter a sua decadência, alinhando-se com a tendência internacional de criar escolas e cursos profissionais para mulheres. Por essa ocasião, convidada para exercer como diretora da escola, Maria Augusta de Prostes Bordalo Pinheiro assumiu ainda os cargos de professora de desenho e de coordenação da oficina de rendas, dando um novo impulso à aprendizagem deste tipo de artesanato.

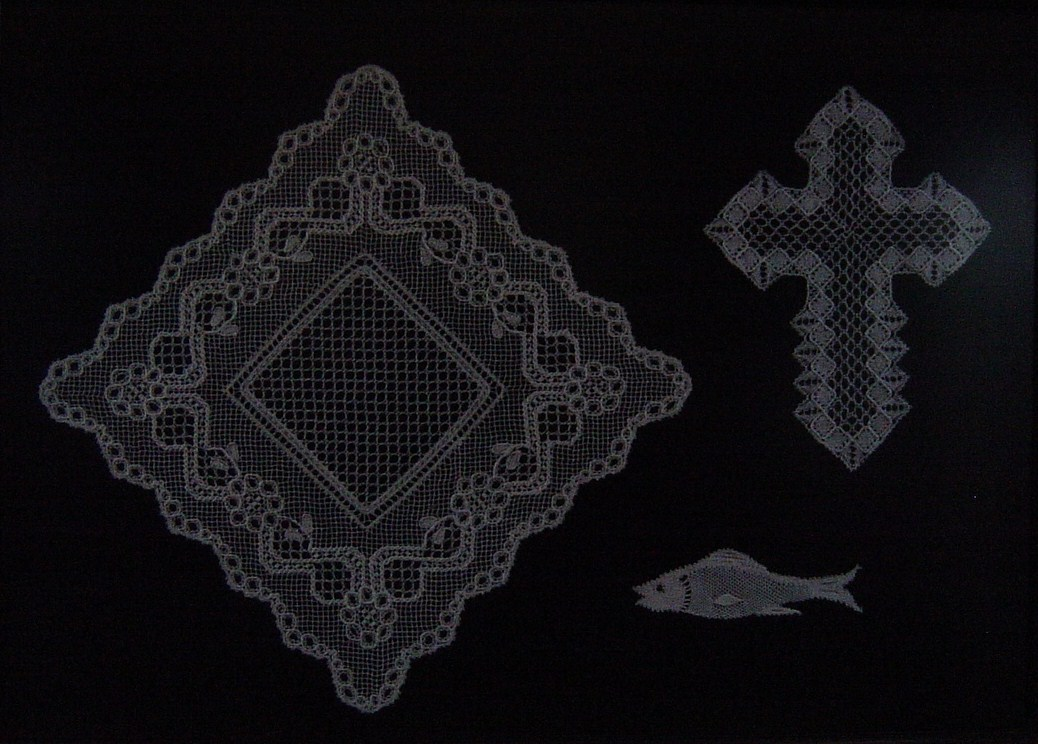
Rendas de Bilros de Peniche

Sobre a sua direção, a qualidade das rendas produzidas na localidade melhorou substancialmente, tendo sido ainda introduzido um novo design, onde era patente a sua inspiração na natureza através dos desenhos de ramos de flores, tulipas, cravos, conchas e outros motivos, os seus novos desenhos possibilitavam a produção de peças feitas à medida e de forma separada umas das outras, o que permitia colocar a renda em objetos diversos como leques e sombrinhas, o fio utilizado passou a ser mais fino e de melhor qualidade, a qualificação profissional das rendeiras melhorou e inventou-se um novo ponto, conhecido por ponto português.
Em apenas um ano, a sua técnica e visão inovadora produziram resultados rápidos, sendo o seu trabalho reconhecido pelo governo que lhe pediu para visitar outras escolas de rendas na Europa, nomeadamente as belgas e as francesas, como forma de intercâmbio cultural e de troca de conhecimentos. O trabalho executado pelas rendeiras de Peniche recebeu o primeiro prémio na Exposição Industrial Portuguesa de 1888 e a escola a medalha de ouro na Exposição Universal de Paris de 1889 pela sua originalidade e qualidade, tornando-se num dos emblemas da arte industrial portuguesa e ao nível dos melhores da Europa.
Em 1889, decidiu por vontade própria deixar a escola e regressar a Lisboa. Sendo reconhecida pelo seu trabalho em Peniche, a pedido da rainha Dona Amélia, Maria Augusta Bordalo Pinheiro fundou na Rua António Maria Cardoso um atelier e uma oficina de rendas onde ensinava a arte das rendas de bilros a várias alunas, produzindo várias peças com base nos desenhos que criava, tais como cabeções, rendas largas ou estreitas, lenços, leques e sombrinhas.

### Morte
Faleceu aos 74 anos de idade, a 22 de outubro de 1915, em sua casa, situada no 2.º andar do prédio número 1 do Largo dos Stephens, na freguesia de São Paulo, em Lisboa, vítima de arteriosclerose, sem nunca ter casado ou deixado descendência. Encontra-se sepultada em jazigo de família, no Cemitério do Alto de São João, em Lisboa.

## Reconhecimento e Prémios
O seu trabalho foi admirado e elogiado por figuras públicas como o critico de arte Manuel de Sousa Pinto, que a apelidou de "fada das rendas". Por sua vez, após o seu falecimento, o escritor Júlio Dantas escreveu uma nota de pesar, onde comparava as suas rendas a "ourivesaria branca". Já o escritor Raul Brandão, após visitar uma exposição da artista, escreveu que as suas peças "parecem pedaços feitos de luar".
O seu talento e a sua dedicação à renda de bilros foram recompensados com os seguintes prémios:
- 1889 - Medalha de ouro na Exposição de Paris
- 1894 - Medalha de ouro na Exposição Internacional de Antuérpia[40]
- 1896 - Primeira Medalha na secção de Arte Aplicada e Menção Honrosa na secção Pintura a Óleo na VI Exposição do Grémio Artístico[41][42][43]
- 1897 - Medalha de Ouro no Atheneu Comercial de Lisboa[43]
- 1898 - Primeira Medalha na secção de Arte Aplicada na VIII Exposição do Grémio Artístico[41][42]
- 1900 - Medalha de Ouro na Exposição Universal de Paris [44]

- 1901 - Medalha de Honra na I Exposição da Sociedade Nacional das Belas-Artes na secção de Arte Aplicada (Peças expostas: um prato em faiança pintado e dois leques com renda de bilros)[45]

- 1904 - Grand Prix na Exposição Universal em Saint Louis nos Estados Unidos da América
- 1908 - É premiada na Exposição Nacional Comemorativa do 1º Centenário da Abertura dos Portos do Brasil no Rio de Janeiro, Brasil[46]

## Homenagens e Legado
Postumamente, em sua homenagem e memória, o seu nome foi atribuído à toponímia de várias localidades portuguesas, tais como Fernão Ferro (Seixal) e Charneca de Caparica (Almada).
Em 1916, o poeta e colecionador de arte Artur Ernesto Santa Cruz Magalhães fundou o Museu Bordalo Pinheiro em Lisboa, com o propósito de expor várias obras que tinha na sua posse da autoria não só de Rafael Bordalo Pinheiro e dos seus irmãos, como também do seu filho Manuel Gustavo Bordalo Pinheiro. Entre o seu espólio que conta com mais de 1000 peças de cerâmica, 2600 desenhos, 3300 gravuras, 100 pinturas, 100 azulejos e 1800 fotografias, várias obras contam com a participação e criação da artista Maria Augusta de Prostes Bordalo Pinheiro.